# Neoendothyra
Neoendothyra es un género de foraminífero bentónico considerado un sinónimo posterior de Robuloides de la familia Robuloididae, de la superfamilia Robuloidoidea, del suborden Lagenina y del orden Lagenida. Su especie tipo era Neoendothyra reicheli. Su rango cronoestratigráfico abarcaba desde el Pérmico superior hasta el Triásico inferior.

## Clasificación
Neoendothyra incluye a las siguientes especies:
- Neoendothyra angusta †
- Neoendothyra bomba †
- Neoendothyra broennimanni †
- Neoendothyra chomatifera †
- Neoendothyra compressa †
- Neoendothyra concisa †
- Neoendothyra dnopha †
- Neoendothyra dongdangensis †
- Neoendothyra eostaffelloidea †
- Neoendothyra jiaheensis †
- Neoendothyra miriformis †
- Neoendothyra ornata †
- Neoendothyra polita †
- Neoendothyra quasipermica †
- Neoendothyra reicheli †
- Neoendothyra saucra †
- Neoendothyra sinuata †
- Neoendothyra xiangnaensis †